# Глигор Гьоков
Григор (Глигор) Гьоков е български революционер, деец на Вътрешната македоно-одринска революционна организация.

## Биография
Глигор Гьоков е роден около 1883 година в град Охрид, тогава в Османската империя. Присъединява се към ВМОРО и е четник на Симеон Молеров и на Лука Джеров. Убит е в сражение на 5 януари 1908 година.